# Friends of Notre-Dame de Paris
Friends of Notre-Dame de Paris est une fondation américaine créée par le Cardinal Vingt-trois en 2016. Son but est de financer la restauration de la Cathédrale Notre-Dame de Paris à l'échelle internationale.  
Des événements sont organisés à travers les États-Unis pour récolter les fonds. 